# Janina Agnes Schröder
Janina Agnes Schröder, Künstlername Janina Agnes, (* 1988 in Berlin) ist eine deutsche Schauspielerin.

## Leben
Janina Agnes Schröder absolvierte ihre Schauspielausbildung, die sie als Bachelor of Arts abschloss, von 2009 bis 2013 an der Akademie für Darstellende Kunst Baden-Württemberg in Ludwigsburg. Während ihrer Ausbildung hatte sie bereits erste Theaterengagements am Badischen Staatstheater Karlsruhe, im „Körber-Studio“ des Thalia Theaters Hamburg, beim Osterfestival am Maxim Gorki Theater und am Nationaltheater Mannheim. Von 2014 bis 2016 spielte sie am Ballhaus Naunynstraße in der Produktion Female Gaze.
Als Film- und Fernsehschauspielerin arbeitete Schröder, die auch in internationalen Kino-Produktionen und TV-Serien mitwirkte, u. a. mit den Regisseuren Florian Gottschick, Icíar Bollaín, Dani Levy, Steffi Doehlemann und Lars Henning zusammen.
In der 11. Staffel der ZDF-Serie SOKO Wismar (2014) spielte sie, neben Peter Fieseler, in einer Episodenhauptrolle die geistig behinderte Melle Hansen.
In dem deutschen Filmdrama Fucking Berlin (2016) verkörperte Schröder, an der Seite von Svenja Jung in der Hauptrolle, die früher drogenabhängige, aus Russland stammende Teilzeit-Prostituierte Vera, die in einem Bordell in einer Plattenbauwohnung am Kottbusser Tor  anschaffen geht.
2017 war sie in der Rolle der französischsprachigen Künstlerin Maren in dem deutsch-französischen Kurzfilm Leipzig Fairy Tale zu sehen, der 2015 von der französischen Regisseurin Anaïs Clerc-Bedouet in französischer Sprache in Leipzig gedreht wurde.
Seit der 10. Staffel der ZDF-Serie SOKO Stuttgart (2018) spielt Schröder die wiederkehrende Serienrolle der Amelie Thalheim, eine professionelle Hackerin und Mitbewohnerin des Ermittlers Rico Sander.
Im 16. Film der ZDF-Krimireihe Stralsund, Stralsund: Blutlinien, der im Mai 2020 erstausgestrahlt wurde, war sie, an der Seite von Barnaby Metschurat, die junge Kassiererin Tina Hart, die Opfer einer Geiselnahme wird. In der 17. Staffel der ZDF-Serie SOKO Wismar (2020) übernahm Schröder erneut eine Episodenhauptrolle als Ehefrau des tatverdächtigen Inhabers einer Flugschule. In der TV-Reihe Die Drei von der Müllabfuhr spielte sie im 6. Film mit dem Titel Operation Miethai (2021) an der Seite von Max Woelky die junge Mutter Lea und Freundin des Graffiti-Künstlers „Flash“.
Janina Agnes Schröder ist mittlerweile unter ihrem Künstlernamen Janina Agnes tätig und lebt in Berlin.

## Filmografie (Auswahl)
- 2014: SOKO Wismar: Hundefreunde (Fernsehserie, eine Folge)
- 2015: Homeland: Parabiosis (Fernsehserie, eine Folge)
- 2016: El Olivo – Der Olivenbaum (El olivo)
- 2016: Fucking Berlin
- 2017: Leipzig Fairy Tale (Kurzfilm)
- seit 2018: SOKO Stuttgart (Fernsehserie, Serienrolle)
- 2020: Babylon Berlin (Fernsehserie)
- 2020: Die Känguru-Chroniken
- 2020: Stralsund: Blutlinien (Fernsehreihe)
- 2020: SOKO Wismar: Der Absturz (Fernsehserie, eine Folge)
- 2021: Die Drei von der Müllabfuhr – Operation Miethai (Fernsehreihe)
- 2022: Fritzie – Der Himmel muss warten: Auf den Kopf gestellt (Fernsehserie, eine Folge)
- 2022: Blutige Anfänger: Henkersmahlzeit (Fernsehserie, eine Folge)
- 2024: Inga Lindström: Spinnefeind (Fernsehreihe)